# Шеньшино
Шеньшино — село в Урицком районе Орловской области России. Входит в состав Луначарского сельского поселения.

## География
Село находится в западной части Орловской области, в лесостепной зоне, в пределах Среднерусской возвышенности, на расстоянии примерно 9 километров (по прямой) к юго-востоку от посёлка городского типа Нарышкино, административного центра района. Абсолютная высота — 194 метра над уровнем моря.

### Климат
Климат умеренно континентальный, с умеренно холодной зимой и тёплым летом. Средняя температура воздуха самого холодного месяца (января) — −9,4 °C (абсолютный минимум — −39 °C); самого тёплого месяца (июля) — 18,4 °C (абсолютный максимум — 37 °C). Безморозный период длится около 148 дней. Среднегодовое количество атмосферных осадков составляет 734 мм, из которых большая часть выпадает в тёплый период.

### Часовой пояс
Село Шеньшино, как и вся Орловская область, находится в часовой зоне МСК (московское время). Смещение применяемого времени относительно UTC составляет +3:00.

## Население
| 2010 |
| ---- |
| 0    |

### Национальный состав
Согласно результатам переписи 2002 года, в национальной структуре населения русские составляли 100 % из 5 чел.